# Seamanita
La seamanita és un mineral de la classe dels borats. Rep el seu nom en honor de Arthur Edmund Seaman (1858-1937), professor de geologia i mineralogia del Michigan College of Mining and Technology, el primer que va prestar atenció sobre el mineral.

## Característiques
La seamanita és un borat de fórmula química Mn2+
3B(OH)₄(PO₄)(OH)₂. Cristal·litza en el sistema ortoròmbic. La seva duresa a l'escala de Mohs és 4.
Segons la classificació de Nickel-Strunz, la seamanita pertany a «06.AC - Monoborats, B(O,OH)₄, amb i sense anions addicionals; 1(T), 1(T)+OH, etc.» juntament amb els següents minerals: sinhalita, pseudosinhalita, behierita, schiavinatoïta, frolovita, hexahidroborita, henmilita, bandylita, teepleïta, moydita-(Y), carboborita, sulfoborita, lüneburgita i cahnita.

## Formació i jaciments
Va ser descoberta l'any 1930 a la mina Chicagon, al comtat d'Iron, a Michigan (Estats Units), on sol trobar-se associada a altres minerals com la calcita, la sussexita i la shigaïta. També ha estat descrita a altres localitats del comtats d'Iron i Marquette, a l'estat de Michigan (Estats Units), i a la península d'Eyre, a Austràlia.